# Monodactylus kottelati
Monodactylus kottelati är en fiskart som beskrevs av Pethiyagoda, 1991. Monodactylus kottelati ingår i släktet Monodactylus och familjen Monodactylidae. Inga underarter finns listade i Catalogue of Life.